# Halifax Town AFC
Halifax Town Association Football Club was een Engelse voetbalclub uit Halifax (West Yorkshire). Ze speelden in de Football League van 1921 tot 1993 en van 1998 tot 2002. De club werd in 2008 ontbonden, maar in juli hervormd onder de naam FC Halifax Town.

## Geschiedenis
De club werd opgericht op 24 mei 1911 in het Saddle Hotel. Het speelde aanvankelijk in de Yorkshire Combination en de Midland League. Het was een van de stichtende leden van Football League Third Division North in 1921, en bleef in die divisie tot de herstructurering in 1958, toen het lid werd van de Football League Third Division. De hoogste eindklassering voorafgaand aan de Tweede Wereldoorlog was de tweede plaats in 1934/35. In 1972 liep de ploeg op doelsaldo degradatie mis. Vier jaar later ging het alsnog mis en degradeerde de ploeg naar de Fourth Division. In 1993 degradeerde de ploeg naar de Football Conference.
De club vond de Conference niet makkelijker dan de vierde divisie. Na een aantal slechte seizoenen met ernstige financiële beperkingen, was de club gedemoraliseerd omdat er geen uitweg leek te zijn. Echter, de vorige manager George Mulhall keerde terug tegen het einde van het seizoen 1996/97 en vermeed degradatie uit de Conference. Het volgende seizoen haalden Mulhall en Kieran O'Regan enkele belangrijke aanwinsten naar de ploeg, waaronder Jamie Paterson, Mark Bradshaw en Lee Martin, om een titelwinnend team samen te stellen. De Shaymen werden gekroond tot kampioen van de Conference en herwonnen zo de Football League-status. De veelvuldig scorende spits Geoff Horsfield was de topscorer in de Conference dat seizoen en scoorde 30 goals.
Aan het begin van het seizoen 1998/99 koos manager George Mulhall ervoor met pensioen te gaan en O'Regan ging alleen door. Aanvaller en topscorer Geoff Horsfield speelde slechts tien wedstrijden voordat hij in oktober 1998 voor circa £ 300.000 aan Fulham werd verkocht. Halifax kende een sterke start van hun competitie en draaide tot december bovenin mee, waarna hun resultaten echter begonnen af te nemen en ze naar de middenmoot zakten. Hoewel hij slechts drie punten verwijderd was van de play-offs, werd O'Regan in april 1999 ontslagen door voorzitter Jim Bown na een 0-0 gelijkspel tegen Rochdale. In 2002 degradeerde de ploeg weer naar de Conference. Vier jaar later werd de finale van de play-offs bereikt, maar hierin bleek Hereford United te sterk.
Hierna ging het echter snel bergafwaarts met Halifax Town en de ploeg kreeg steeds meer last van financiële problemen. In het seizoen 2007/08 wist de ploeg zich nog te handhaven op de laatste speeldag, ondanks tien strafpunten in mindering die ze dat seizoen hadden gekregen voor hun beleid. De club kon echter de schulden niet ophoesten en werd niet veel later failliet verklaard. Supporters richtten daarna een nieuwe ploeg op, met de naam FC Halifax Town. De ploeg zou starten op het achtste niveau van Engeland.

## Bekende (oud-)spelers
- David Carney
- Grant Holt
- Guus Uhlenbeek
- Chris Wilder

## Bekende (oud-)trainers
- Paul Bracewell
- Chris Wilder